# Mary Elaine Gentemann
Mary Elaine Gentemann (* 4. Oktober 1909 in Fredericksburg (Texas); † 7. Dezember 2008 in San Antonio) war eine amerikanische Komponistin und Kirchenmusikerin. Die Ordensschwester, die der Congregatio Divinae Providentia angehörte, schrieb 1945 die erste Messe, die afroamerikanische Spirituals integrierte.

## Leben und Wirken
Gentemann trat mit 19 Jahren in den Orden ein und studierte an dessen College. 1929 begann sie ihre Tätigkeit als Musiklehrerin am Our Lady of the Lake College/University, wo sie mehr als 70 Jahre lang Klavier, Orgel und Musiktheorie unterrichtete. Während dieser Zeit bildete sie sich weiter und absolvierte den Masterstudiengang in Komposition am American Conservatory of Music in Chicago. Sie studierte auch an der Juilliard School of Music in New York City und promovierte an der Columbia University in Komposition.
Daneben komponierte Gentemann. Sie verfasste zwischen 1945 und 1965 mehrere Messvertonungen. Ihre 1945 komponierte (lateinische) Messe zu Ehren des seliggesprochenen Martin de Porres wurde wegen der Verwendung von Spirituals für die verschiedenen Teile (z. B. Nobody Knows the Trouble I’ve Seen für das Kyrie) kritisiert. Zunächst wurde ihre kompositorische Haltung auch nicht nachgeahmt, während ihr später Clarence Rivers folgte. Allerdings sind, trotz der im katholischen Kirchenmusikorgan Caecilia erwähnten Protestbriefe nur wenige Reaktionen von den Gemeinden auf diese Messe dokumentiert.
Weiterhin stellte Gentemann das Gesangbuch Our Lady of the Lake Hymnal and Choir Book zusammen, das 1956 vom Gregorian Institute of America herausgegeben wurde, für das sie auch arrangierte. 1999 zog sie sich in das Kloster Our Lady of the Lake zurück. Ihre Klavierkompositionen wurden von John Noel Roberts 2009 auf dem Album Quest eingespielt.

## Preise und Auszeichnungen
Gentemann erhielt für ihre Arbeit als Komponistin mehrere Anerkennungen: 1963 und 1968 wurde Gentemann von der Texas Music Teachers Association als Komponist des Jahres geehrt. 1966 und 1968 erhielt sie zwei Auszeichnungen von der National Catholic Music Educators Association. Die National Guild of Piano Teachers nannte sie 1967 „Composer of Distinction“.